# Dziennik Radomski (1991–1997)
Dziennik Radomski – gazeta codzienna utworzona przez kieleckie wydawnictwo Drogowiec poprzez przekształcenie w dziennik Tygodnika Radomskiego pod koniec 1991 roku. Dziennik przeszedł następnie do wyodrębnionego z Drogowca wydawnictwa 24 Godziny, które w 1993 roku kupił za 800 milionów złotych radomski biznesmen Andrzej Tadeusz Wilamowski – właściciel wydawnictwa Przedsiębiorstwo Wielobranżowe "ATW". Firma uruchomiła w Podlesiu Mleczkowskim drukarnię, w której od września 1994 planowano wydawanie ogólnopolskiego dziennika "24 Godziny" zapowiadanego jako największy dziennik w Polsce, którego udziałowcem miał zostać jeden ze szwedzkich wydawców. Fiasko tych planów doprowadziło do upadku wydawnictwa ATW a w konsekwencji likwidacji tytułu w 1997 roku. Jego tradycję realizuje reaktywowany w 1999 Tygodnik Radomski. Jedną z redaktorów naczelnych dziennika była Wiesława Sadowska-Golka.